# Урдите, земя без хляб
„Урдите, земя без хляб“ (на испански: Las Hurdes, tierra sin pan) е испански документален филм от 1933 година на режисьора Луис Бунюел по негов сценарий в съавторство с Рафаел Санчес Вентура и Пиер Юник.
Филмът описва с дистанциран и безстрастен тон силно преувеличена картина на мизерията в изолираната испанска област Урдес в Естрамадура. Той предизвиква остри отрицателни реакции в Испания и е забранен от републиканското правителство.